# Riley Black
 (janvier 2025).
Riley Black (née Brian Switek) est une paléontologue et écrivaine américaine,. Elle est auteure de plusieurs articles scientifiques et livres d'histoire naturelle dont Les derniers jours des dinosaures (en).

## Biographie
Black fait ses études en écologie et en biologie évolutive à l'université Rutgers.
Elle est embauchée comme « paléontologue résident » pour le film Jurassic World en 2015. Black commence à publier ses ouvrages sous son nom d'origine Brian Switek avant de changer de nom. Elle écrit pour National Géographic, Science, Nature et The Guardian.
En 2022, elle participe à la réalisation des documentaires  Alaskan Dinosaurs et Dinosaur Apocalypse.
Elle a écrit Les derniers jours des dinosaures, Skeleton Keys et Mon bien-aimé Brontosaure. Elle s'intéresse également à la sexualité des dinosaures,.
En 2019, elle se dévoile transgenre et non binaire en suivant[style à revoir] un traitement hormonal substitutif,,.

## Publications
- My Beloved Brontosaurus: On the Road with Old Bones, New Science, and Our Favorite Dinosaurs, Farrar, Straus & Giroux, 2013 (ISBN 978-0-374-53426-4 et 978-1-4668-3676-1).
- Written in stone: evolution, the fossil record, and our place in nature, Bellevue Literary Press, 2010 (ISBN 978-1-934137-29-1).
- The T. Rex handbook, Applesauce Press, 2016 (ISBN 978-1-60433-603-0).
- Skeleton keys: the secret life of bone, Riverhead Books, 2019 (ISBN 978-0-399-18490-1).
- Deep time: a journey through 4.5 billion years of our planet, Welbeck, 2021 (ISBN 978-1-78739-743-9).
- The last days of the dinosaurs: an asteroid, extinction, and the beginning of our world, St. Martin's Press, 2022 (ISBN 978-1-250-27104-4).
- Riley Black, When the Earth was green: plants, animals, and evolution's greatest romance, St. Martin's Press, 2025 (ISBN 978-1-250-28899-8).

### Note
- (en) Cet article est partiellement ou en totalité issu de l’article de Wikipédia en anglais intitulé « Riley Black » (voir la liste des auteurs).